# Żdżary (Lublin)
Pour les articles homonymes, voir Żdżary.
Żdżary (prononciation : [ˈʐd͡ʐarɨ]) est un village polonais de la gmina de Łuków dans le powiat de Łuków de la voïvodie de Lublin dans l'est de la Pologne.
Il se situe à environ 13 kilomètres à l'ouest de Łuków (siège de la gmina et du powiat) et 82 kilomètres au nord de Lublin (capitale de la voïvodie).
Le village comptait approximativement une population de 443 habitants en 2013.

## Histoire
De 1975 à 1998, le village est attaché administrativement à l'ancienne voïvodie de Siedlce.

Depuis 1999, il fait partie de la nouvelle voïvodie de Lublin.